# 切爾文布里亞格
切爾文布里亞格是保加利亞的城鎮，位於該國北部伊斯克爾河右岸，距離首府普列文53公里，由普列文州負責管轄，海拔高度187米，2009年人口13,856。

## 外部連結
- Official website of Cherven Bryag municipality （页面存档备份，存于）